# Porte de Sèvres
La porte de Sèvres est une porte de Paris, en France, située dans le 15e arrondissement.

## Situation et accès

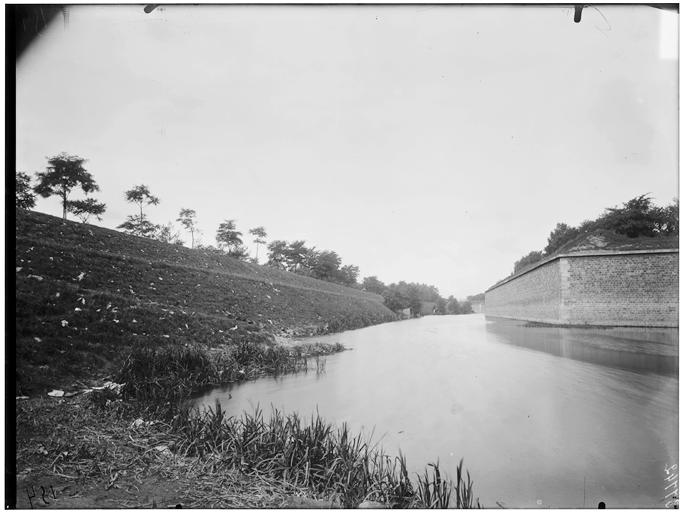
Les fortifications de Paris au niveau de la porte de Sèvres en 1910.

La porte de Sèvres est une porte de Paris située à 500 m à l'ouest de la porte d'Issy et 750 m à l'est de la porte du Bas-Meudon. Historiquement, elle se trouvait sur le boulevard Victor, à la jonction avec la rue Balard et l'avenue Félix-Faure, avant d'être déplacée lors de la construction du boulevard périphérique dans le prolongement de l’avenue de la Porte-de-Sèvres au niveau de l'héliport de Paris à la bordure d'Issy-les-Moulineaux.
Elle est la porte d'entrée dans la ville de l'îlot Frères-Voisins, qui est sur le territoire de Paris mais se trouve hors les murs.
La porte de Sèvres est un accès aux voies du périphérique. Elle est desservie par la ligne 2 du tramway d'Île-de-France à la station Suzanne Lenglen et à proximité par les lignes de métro 8 et de tramway 3a à la station Balard.

## Bâtiments remarquables et lieux de mémoire

Entrée du ministère de la Défense.

La porte de Sèvres est un quartier occupé principalement par des bureaux et des administrations. Il est enserré entre la ligne de Petite Ceinture, l'Héliport de Paris - Issy-les-Moulineaux, l'Hexagone Balard et l’hôpital européen Georges-Pompidou. La porte est également un accès à l'Aquaboulevard et au parc omnisports Suzanne-Lenglen.
En 2015, l'ensemble des services du ministère de la Défense, ainsi que tous les états-majors (terre, air et marine), répartis auparavant sur une dizaine de sites distincts dans la capitale, ont emménagé dans le quartier, sur deux sites voisins totalisant 300 000 m2 de surface hors œuvre nette (SHON). Ceux-ci étaient occupés auparavant respectivement par l'état-major de l'Armée de l'air et la base aérienne 117 (parcelle est), ainsi le service technique des constructions navales (dont le bassin des carènes) dépendant de la délégation générale pour l'Armement (parcelle ouest), les deux parcelles étant reliées par une passerelle enjambant l'avenue de la Porte-de-Sèvres.